# متلازمة نقص التهوية البداني

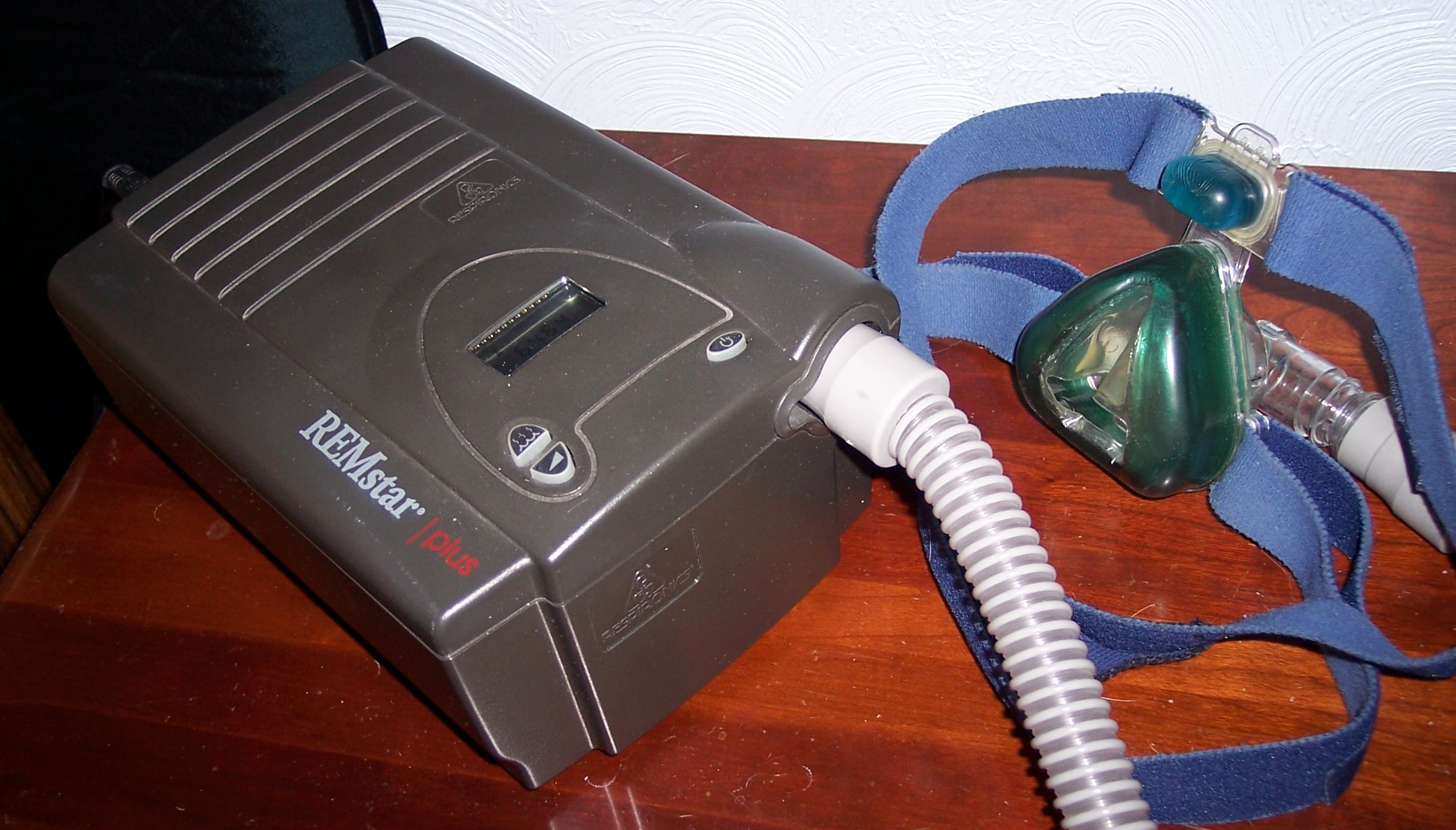
مثال لجهاز ضغط مجرى الهواء الإيجابي المستمر

متلازمة نقص التهوية البداني (تعرف أيضاً بالمتلازمة البيكويكية) (بالإنجليزية:Obesity hypoventilation syndrome) هي حالة تصيب الأشخاص الذين يعانون من فرط الوزن الشديد بحيث يصبحون غير قادرين على التنفس بعمق كافٍ أو بسرعة كافية، وهذا بدوره يؤدي إلى انخفاض نسبة الأكسجين وارتفاع نسبة ثاني أكسيد الكربون(CO2) في الدم. الكثير من المصابين بهذه الحالة يعانون من انقطاع النفَس لفترات زمنية قصيرة متكررة طوال فترة النوم فيما يعرف بانقطاع النفس الانسدادي النومي، وهذا يؤدي إلى عدة مرات من الاستيقاظ الجزئي خلال الليل، مما يسبب النعاس المستمر طوال اليوم. يسبب المرض ضغطاً على القلب، وهذا في نهاية الأمر سيُحدِث عدة أعراض مثل: قصور القلب، استسقاء الأرجل، وغيرها من الأعراض ذات العلاقة. يعتبر فقدان الوزن العلاج الأكثر فعالية، ولكن من الممكن تخفيف الأعراض باستخدام موسع آلي(غير باضع) وذلك عن طريق ضغط مجرى الهواء الإيجابي من خلال قناع يوضع بإحكام على الأنف أو الفم والأنف( بشكل أساسي للنوم) وغيرها من الأجهزة المخصصة.
تعرّف متلازمة نقص التهوية البداني بأنها مزيج من البدانة (مؤشر كتلة الجسم أعلى من 30 كغ/م2)،ونقص تأكسج الدم خلال النوم، وفرط ثاني أكسيد الكربون في الدم) أثناء اليوم، والذي ينتج عن نقص التهوية (تنفس شديد الضحالة أو البطء). عُرف المرض منذ الخمسينيات في القرن الماضي، وكان في البداية اسمه متلازمة بيكويكية نسبة إلى إحدى شخصيات تشارلز ديكنز، ولكن في الوقت الحاضر يعرف بإسم أكثر توصيفاً للحالة.

## التصنيف
تعتبر متلازمة نقص التهوية البداني أحد أشكال أمراض التنفس اثناء النوم. هناك نوعين فرعيين للمرض حسب طبيعة المرض التنفسي المكتشف بعد المزيد من الفحوصات. النوع الأول هو متلازمة نقص التهوية البداني المصاحبة لانقطاع النفس الانسدادي النومي؛ ويتم تأكيد هذا النوع من خلال حدوث 5 مرات أو أكثر من انقطاع التنفس، ضعف التنفس أو الأرق المرتبط بالتنفس خلال ساعة (يكون مؤشر انقطاع/ضعف التنفس عالياً) أثناء النوم.النوع الثاني من متلازمة يحدث نقص التهوية البداني بشكل أساسي نتيجة "متلازمة نقص التهوية النومي"؛ ويتطلب هذا النوع حدوث ارتفاع في CO2 بنسبة 10 ملم زئبق (1.3 كيلوباسكال) بعد النوم مقارنة بمقاييس الاستيقاظ، وحدوث انخفاض ليلي في نسبة الأكسجين بدون تزامن هذا الانخفاض مع انقطاع التنفس أو ضعفه. بشكل عام، يقع %90 من المصابين بمتلازمة نقص التوهية البداني ضمن النوع الأول، %10 ضمن النوع الثاني.

## الأعراض والعلامات
يتزامن مع متلازمة نقص التهوية البداني حدوث انقطاع النفس الانسدادي النومي، وهي حالة تمتاز بالشخير، وهو فترات قصيرة من انقطاع التنفس أثناء الليل، والنوم المتقطع والنعاس المفرط في النهار. قد تسوء حالة النعاس نتيجة ارتفاع نسبة ثنائي أكسيد الكربون في الدم، والذي يسبب النعاس ("تخدر بثاني أكسيد الكربون"). هنالك أعراض أخرى في كلا النوعين وهي الاكتئاب، وارتفاع ضغط الدم الذي يصعب التحكم به من خلال العلاجات والأدوية. يؤدي ارتفاع ثنائي أكسيد الكربون إلى الصداع، وغالباً يكون أسوأ في الصباح.
يعمل انخفاض نسبة الأكسجين في الدم على تضييق الشرايين الرئوية بهدف تصحيح الخلل في نسبة التهوية/الإرواء، وهذا بدوره يزيد الضغط على الجانب الأيمن من القلب. وعندما يسبب هذا قصوراً في الجانب الأيمن من القلب، يسمى مرض القلب الرئوي. تحدث أعراض هذا المرض نتيجة أن القلب يجد صعوبة في ضخ الدم عبر الرئتين. فيتجمع السائل في الأرجل على شكل استسقاء،وفي البطن على شكل استسقاء بطني، ومن الممكن أن يحدث انخفاض في القدرة على احتمال التمارين، وألم في الصدر. من خلال الفحص الجسمي سنجد العديد من النتائج وهي: ارتفاع في ضغط الوريد الوداجي، و لغط القلب (النفخة القلبية) بفعل تسرب الدم عبر الصمام ثلاثي الشُرف، وتضخم الكبد، والاستسقاء والاستسقاء البطني. هذا المرض - مرض القلب الرئوي- يحدث في حوالي ثلثي الأشخاص الذين يعانون من متلازمة نقص التهوية البداني.

## آلية حدوث المرض
ليس من المفهوم تماماً لماذا يعاني بعض الناس من متلازمة نقص التهوية البداني بينما لا يُصاب آخرين. من المحتمل أنه نتيجة تفاعل العديد من العمليات. أولاً، يزداد الشغل المبذول في التنفس لأن النسيج الدهني يقيد الحركة الطبيعية لعضلات الصدر ويجعل جدار الصدر أقل طواعية، والحجاب الحاجز يتحرك بشكل أقل فاعلية، وتُرهق العضلات التنفسية مرهقة بسهولة أكبر، ويضعف تدفق الهواء داخل وخارج الرئة بسبب النسيج الزائد في منطقة الرأس والرقبة. وبالتالي، يحتاج الأشخاص المصابون بالسمنة إلى إنفاق المزيد من الطاقة للتنفس بشكل فعال. تؤدي هذه العوامل مجتمعة إلى اضطراب التنفس أثناء النوم وعدم إزالة ثاني أكسيد الكربون من الدورة الدموية بشكل كافي مما يؤدي إلى فرط ثنائي أكسيد الكربون؛ بالنظر إلى أن ثاني أكسيد الكربون في المحلول المائي يتحد مع الماء لتشكيل حمض (CO2[g] + H2O[l] + excess H2O[l] --> H2CO3[aq])، فإن هذا يتسبب في حدوث الحماض (زيادة حموضة الدم). في الظروف العادية، تتنبأ المستقبلات الكيميائية المركزية في جذع الدماغ بالحموضة، وتستجيب لذلك بزيادة معدل التنفس. في حالة متلازمة نقص التهوية البداني، تضعف الاستجابة بالتهوية.
ويرجع ضعف الاستجابة بالتهوية إلى عدة عوامل. يمتلك البدناء مستوى عالٍ من هرمون اللبتين، الذي يفرزه النسيج الدهني ويزيد في التهوية الظروف العادية. في متلازمة نقص التهوية البداني، يتم تقليل هذا التأثير. علاوةً على ذلك، تؤدي نوبات الحماض الليلي ( بسبب انقطاع النفس أثناء النوم على سبيل المثال) إلى المعاوضة الكلوية (التصحيح الكلوي للحماض) مع الاحتفاظ بالبيكربونات القلوية. مما يعيد حموضة الدم. ومع ذلك، تبقى البيكربونات في مجرى الدم لفترة أطول، وتؤدي نوبات أخرى من فرط ثنائي أكسيد الكربون إلى الحماض المعتدل نسبياً وتقليل الاستجابة بالتهوية والاستمرار في حلقة مفرغة.
يؤدي انخفاض مستوى الأكسجين إلى تضيق الأوعية الرئوية بفعل نقص التأكسج، وتضييق الأوعية الدموية الصغيرة في الرئة لخلق التوزيع الأمثل للدم عبر الرئة. إن انخفاض مستوى الأكسجين باستمرار مما يسبب تضيق الأوعية المزمن يؤدي إلى زيادة الضغط على الشريان الرئوي (ارتفاع ضغط الدم الرئوي)، والذي بدوره يضغط على البطين الأيمن، وهو جزء القلب الذي يضخ الدم إلى الرئتين. يخضع البطين الأيمن لعملية إعادة هيكلة، ويصبح منتفخًا وأقل قدرة على إزالة الدم من الأوردة. عندما يكون هذا هو الحال، يؤدي الضغط الهيدروستاتيكي المرتفع إلى تراكم السوائل في الجلد (الوذمة)، وفي الكبد والتجويف البطني في الحالات الأكثر شدة .
يؤدي انخفاض مستوى الأكسجين في الدم بشكل مزمن إلى زيادة إفراز إرثروبويتين وتنشيط تكون الكريات الحمر، إنتاج خلايا الدم الحمراء. ينتج عن ذلك كثرة كريات الدم الحمر، وهي زيادة غير طبيعية في أعداد خلايا الدم الحمراء الجائلة وارتفاع الهيماتوكريت.

## التشخيص
المعايير الرسمية لتشخيص متلازمة نقص التهوية البداني هي:
- مؤشر كتلة الجسم فوق 30 كغم/م2 (هو مقياس للسمنة، يتم الحصول عليه عن طريق أخذ وزن الشخص بالكيلوغرامات وتقسيمه على طول الشخص بالمتر المربع)
- مستوى ثاني أكسيد الكربون الشرياني أكثر من 45  ملم زئبقي أو 6.0 كيلو باسكال والذي يتم يحدده باختبار غازات الدم الشرياني
- عدم وجود تفسير آخر لنقص التهوية، مثل استخدام المخدرات الناركوتية، أو مرض الرئة الانسدادي الشديد أو الخلالي، أو اضطرابات جدار الصدر الشديدة مثل الميلان الفقري الجانبي الحدابي، قصور الغدة الدرقية الشديد (نقص نشاط الغدة الدرقية)، أو اضطراب عصبي عضلي أو متلازمة نقص التهوية المركزي الخلقية.

إذا كان هناك اشتباه بمتلازمة نقص التهوية البداني، فإن هذا يتطلب عدة اختبارات لتأكيدها. الاختبار الأهم هو توضيح ارتفاع ثاني أكسيد الكربون في الدم. وهذا يتطلب اختبار غازات الدم الشرياني، الذي يتضمن أخذ عينة دم من الشريان، وعادة ما يكون الشريان الكعبري. بالنظر إلى أنه سيكون من الصعب إجراء هذا الاختبار على كل مريض يعاني من مشاكل في التنفس مرتبطة بالنوم، يقترح البعض أن قياس مستوى البيكربونات في الدم العادي (الوريدي) سيكون اختبارًا دقيقًا. إذا كان مرتفعًا (27 مللي مول/l أو أعلى)، يجب قياس غازات الدم.
يتطلب التمييز بين الأنواع الفرعية للمتلازمة اختبار النوم المتعدد. يتطلب هذا عادةً دخولًا قصيرًا إلى المستشفى في قسم متخصص في طب النوم حيث يتم إجراء عدد من القياسات المختلفة بينما يكون الشخص نائمًا؛ يشمل هذا تخطيط أمواج الدماغ (التسجيل الإلكتروني للنشاط الكهربائي في الدماغ)، تخطيط كهربائية القلب (نفس الشيء للنشاط الكهربائي في القلب)، قياس التأكسج (قياس مستوى الأكسجين) وقياسات أخرى في كثير من الأحيان. كما ينصح بإجراء فحوصات الدم لفحص قصور الغدة الدرقية وكثرة كريات الدم الحمر.
للتمييز بين متلازمة نقص التهوية البداني وأمراض الرئة المختلفة الأخرى التي يمكن أن تسبب أعراض مماثلة، يمكن إجراء التصوير الطبي التشخيصي للرئتين (مثل تصوير الصدر بالأشعة السينية أو التصوير المقطعي المحوسب)، قياس التنفس، تخطيط كهربائية القلب وتخطيط صدى القلب. كما قد يظهر في تخطيط كهربائية القلب وتخطيط صدى القلب إجهاد على الجانب الأيمن من القلب ناتجًا عن متلازمة نقص التهوية البداني، وقد يُظهر قياس التنفس نمطًا تقييديًا متصلًا بالبدانة.

## العلاج
في المرضى الذين يعانون من حالة مستقرة في متلازمة نقص التهوية البداني، فإن العلاج الأكثر أهمية هو فقدان الوزن - عن طريق الحمية الغذائية،و من خلال التمرينات الرياضية، والأدوية، أو أحيانًا جراحة انقاص الوزن (جراحة علاج البدانة). وقد ثبت أن هذا يحسن من أعراض متلازمة نقص التهوية البداني وخفض مستويات ثاني أكسيد الكربون. قد يستغرق فقدان الوزن وقتًا طويلًا و قد لا يكون ناجحًا دائمًا. يتم تجنب جراحات علاج البدانة إذا كان ذلك ممكناً، نظراً لأن معدل مضاعفاتها عالٍ، ولكن يمكن أخذها في الاعتبار إذا كانت طرق العلاج الأخرى غير فعالة في تحسين مستويات الأوكسجين والأعراض. إذا كانت الأعراض خطيرة، فيتم استخدام ضغط مجرى التنفس الإيجابي أثناء الليل؛ وهذا العلاج ينطوي على استخدام آلة للمساعدة في التنفس. يوجد ضغط مجرى التنفس الإيجابي بعدة أشكال، والاستراتيجية المثالية غير مؤكدة. تم تجربة بعض الأدوية لتحفيز التنفس أو تصحيح الاضطرابات الكامنة. وهؤلاء أيضاً فائدتهم غير مؤكدة.
في حين يتم الاعتناء بالعديد من الأشخاص المصابين بمتلازمة نقص التهوية البداني في العيادة الخارجية، يتدهور البعض فجأة وعندما يدخل المستشفى قد تظهر اضطرابات شديدة مثل حموضة الدم المضطربة بشكل ملحوظ (الرقم الهيدروجيني <7.25) أو مستوى منخفض من الوعي نتيجة لارتفاع ثاني أكسيد الكربون المستويات. في بعض الأحيان، من الضروري الدخول إلى وحدة العناية المركزة مع التنبيب والتهوية الميكانيكية. وبخلاف ذلك، فإن ضغط مجرى الهواء الإيجابي "ثنائي المستوى" (انظر القسم التالي) يستخدم عادة لتثبيت استقرار المريض، يليه العلاج التقليدي.

### ضغط مجرى الهواء الإيجابي
يعتبر ضغط مجرى الهواء الإيجابي، في البداية على شكل ضغط مجرى هوائي إيجابي مستمر (CPAP)، علاجًا مفيدًا لمتلازمة نقص التهوية البداني، خاصةً عندما يتواجد انقطاع النفس الانسدادي النومي معه. يستخدم CPAP أثناء النوم من خلال جهاز يوصل ضغط الهواء الإيجابي المستمر إلى الشعب الهوائية ومنع انهيار الأنسجة الرخوة في الحلق أثناء التنفس. يدار من خلال قناع على الفم والأنف معاً أو إذا لم يتم تحمل ذلك فيستخدم على الأنف فقط (CPAP الأنفي). يخفف هذا من انقطاع النفس الانسدادي النومي وكثيراً ما يكفي لإزالة ثاني أكسيد الكربون المتراكم. يزداد الضغط حتى تختفي الأعراض الانسداديّة (الشخير وفترات انقطاع النفس). CPAP وحدها فعالة في أكثر من 50 ٪ من الأشخاص الذين يعانون من متلازمة نقص التهوية البداني.
في بعض الحالات، تكون مستويات الأكسجين منخفضة جدًا باستمرار (تشبع الأكسجين أقل من 90٪). في هذه الحالة، يمكن تحسين التهوية نفسها بالتحويل من CPAP إلى جهاز بديل يوفر ضغطًا إيجابيًا "ثنائي المستوى": ضغط أعلى أثناء الشهيق (ادخال الهواء) وضغط منخفض أثناء الزفير (اخراج الهواء). إذا كان هذا أيضًا غير فعال في زيادة مستويات الأكسجين، قد يصبح من الضروري إضافة العلاج بالأكسجين. كملاذٍ أخير، قد يكون من الضروري استخدام ثقب القصبة الهوائية؛ هذا يتضمن عمل فتحة جراحية في القصبة الهوائية لتفادي انسداد مجرى الهواء في الرقبة بفعل السمنة. ويمكن الجمع بين هذا والتهوية الميكانيكية وجهاز التنفس عبر الفتحة.

### علاجات أخرى
وقد أثبتت أسيتات ميدروكسي بروجستيرون، وهو عبارة عن البروجيستين، لتحسين الاستجابة التنفسية، ولكن هناك ضعف في دراسة هذا الموضوع ويصاحبه زيادة خطر الاصابة بالخُثار. وبالمثل، يمكن أن يقلل عقار أسيتازولاميد من مستويات البيكربونات، وبالتالي استجابة تنفسية طبيعية، ولكن لم يتم بحث هذا بشكل كافٍ للتوصية بتطبيقه على نطاق واسع.

## المآل
ترتبط متلازمة نقص التهوية البداني بانخفاض جودة الحياة، ويتسبب الأشخاص الذين يعانون من هذه الحالة في زيادة تكاليف الرعاية الصحية، ويرجع ذلك إلى زيادة حالات دخول المستشفى بما في ذلك المراقبة والعلاج في وحدة العناية المركزة. تحدث المتلازمة في كثير من الأحيان مع العديد من الحالات الطبية الأخرى، مثل الربو (في 18-24 ٪) و داء السكري النوع الثاني (في 30-32 ٪). من مضاعفاته الرئيسية فشل القلب والذي يؤثر على 21-32 ٪ من المرضى.
أما الأشخاص الذين يعانون من اضطرابات شديدة بما يكفي وتستحيل العلاج، فإن خطر الوفاة المتزايد يبلغ 23٪ على مدار 18 شهرًا و 46٪ على مدار 50 شهرًا. يتم تقليل هذا الخطر إلى أقل من 10 ٪ في أولئك الذين يتلقون علاج ضغط مجرى الهواء الإيجابي. العلاج يقلل أيضًا من الحاجة إلى دخول المستشفى ويقلل من تكاليف الرعاية الصحية.

## وبائيات
معدل الانتشار الدقيق لمتلازمة نقص التهوية البداني غير معروف، ويعتقد أن العديد من الأشخاص الذين يعانون من أعراض متلازمة نقص التهوية البداني لم يتم تشخيصهم. حوالي ثلث الأشخاص الذين يعانون من السمنة المرضية (مؤشر كتلة الجسم يتجاوز 40 كغم/م2) لديهم مستويات مرتفعة من ثاني أكسيد الكربون في الدم.
عند فحص مجموعات من الأشخاص الذين يعانون من انقطاع النفس الانسدادي النومي، وجد الباحثون أن 10-20٪ منهم يستوفون معايير متلازمة نقص التهوية البداني كذلك. مخاطر متلازمة نقص التهوية البداني أعلى بكثير في الأشخاص الذين يعانون من السمنة المفرطة، أي مؤشر كتلة الجسم (BMI) of 40 كغم/م2. إنه شائع عند الرجال مقارنة بالنساء. متوسط العمر عند التشخيص هو 52. من المرجح أن يكون الأمريكيون السود يعانون من السمنة أكثر من الأمريكيين البيض، وبالتالي هم أكثر عرضة لتطور متلازمة نقص التهوية البداني، ولكن البدناء الآسيويين هم أكثر عرضة من الأعراق الأخرى أن يكون لديهم متلازمة نقص التهوية البداني عند مؤشر كتلة جسم منخفض نتيجة الخصائص الفيزيائية.
ومن المتوقع أن معدلات متلازمة نقص التهوية البداني سترتفع مع ارتفاع انتشار السمنة. قد يفسر هذا أيضًا سبب الإبلاغ عن متلازمة نقص التهوية البداني بشكل أكثر شيوعًا في الولايات المتحدة، حيث تكون السمنة أكثر شيوعًا منها في البلدان الأخرى.

## تاريخ
يعزى عمومًا اكتشاف متلازمة نقص التهوية البداني إلى مؤلفي تقرير عام 1956 عن أحد لاعبي البوكر المحترفين، الذي أصبح نعسانًا ومتعبًا وعرضة للنوم أثناء النهار بعد اكتسابه الوزن، بالإضافة إلى تطور وذمة في الساقين مما يوحي بفشل القلب. صاغ المؤلفان حالة "متلازمة بيكويك" بعد شخصية جو من رواية ديكنز مذكرات ما بعد الوفاة لنادي بيكويك، الذي كان يعاني من السمنة بشكل ملحوظ ويميل إلى النوم بشكل لا يمكن السيطرة عليه خلال النهار. ومع ذلك ، سُبق هذا التقرير بتوضيح وجود نقص التهوية في السمنة. في الستينات، تم إجراء العديد من الاكتشافات الإضافية التي أدت إلى التمييز بين انقطاع النفس الانسداداي النومي ونقص التهوية أثناء النوم.